# Спасо-Преображенский собор (Ташкент)
Спасо-Преображенский собор — православный собор Ташкентской и Узбекистанской епархии Среднеазиатского митрополичьего округа Русской православной церкви, находивший в Ташкенте. Построен а 1888 году, снесён в 1935 году. Этот собор также назывался Военный собор.

## Описание и история
Был расположен на центральной площади в Ташкенте, получившей вследствие этого наименование Соборная площадь. Престольный праздник — 11 июля 1888 года.
Здание собора было сложено из серо-жёлтого жжённого кирпича и не было ни оштукатурено, ни покрашено (побелено), как и многие другие значимые, в первую очередь административные, здания города — так называемый туркестанский стиль. Здание собора, выполненное в византийском стиле, было трёхпрестольное: главный — в память Преображения Господня, северный — во имя Св. Благоверного князя Александра Невского и Св. Равноапостольной Мироносицы Марии Магдалины, южный — во имя Равноапостольного князя Владимира и Св. Николая Чудотворца. Иконостасы всех трёх алтарей с иконами исполнены академиком М. О. Микешиным. Внутренность собора поражала современников своими лепными работами — резьбой по ганчу (сырому алебастру), выполненной местными мастерами резчиками, сами же стены обращали на себя внимание многочисленными надписями из текста Священного Писания. Вмещал собор до 1500 человек. Трёхъярусная колокольня была устроена отдельно от собора.
В соборе обращали на себя внимание три иконы с вызолоченными ризами — великомученика Пантелеимона, Иверской иконы Божией Матери и Нерукотворенного Спаса. Первая из них сооружена усердием прихожан в память бракосочетания Российского Императора Александра III, причём стоимость одной ризы достигла суммы в 2 500 рублей. Икона Нерукотворённого Спаса — дар бывшего Туркестанского Генерал-губернатора генерала Гродекова, стоимостью около 1000 рублей.
В 1871 году был составлен первый эскиз большого Ташкентского собора архитектором Розановым, разработанный в подробностях военными инженерами. Выработанный проект был утверждён, но технические расчёты прочности и устойчивости здания, переданные для проверки профессору генералу Паукеру, показали, что по утверждённому проекту вполне прочное здание возвести нельзя. Постройка затянулась до 1882 г., когда приказом генерал-губернатора снова был учреждён хозяйственный комитет, тотчас же приступивший к постройке и израсходовавший на сооружение собора до 1886 г. — 160 198 руб. Вся же стоимость собора обошлась в 211 359 руб. Деньги на постройку собора собирались в том числе и по подписке среди жителей города.
Освящение собора состоялось 11 июля 1888 года епископом Неофитом. 
В правом приделе южной стены находилась могила первого Туркестанского Генерал-губернатора генерал-адъютанта Константина Петровича фон Кауфмана 1-го. Над могилой устроена железная решётка, внутри которой две мраморных плиты: одна на могиле с надписью рельефными буквами — «Константин Петрович фон-Кауфман, родился 19-го февраля 1818 г., скончался 3-го мая 1882 г. Мир праху твоему, славный деятель»; другая на стене с надписью — «Генерал-адъютант, инженер-генерал Константин Петрович фон-Кауфман 1-й, кавалер Св. Георгия 2 ст., Св. Владимира 1-й ст., Св. Александра Невского, Белого Орла, Св. Анны 1-й ст., Св. Станислава 1-й ст. и друг. Российских и иностранных орденов; первый Туркестанский генерал-губернатор и Командующий войсками Туркестанского военного округа 1867—1882; покоритель Самарканда 1868 г., Хивинского ханства 1873 г. и Кокандского ханства 1875 г. Устроитель Туркестанского края».
В этом же приделе ещё находилась могила сподвижника фон Кауфмана — командующего войсками Туркестанского военного округа Николая Александровича Иванова (умер 18 мая 1904). У северной стены левого придела находилась могила первого настоятеля собора протоиерея Андрея Евграфовича Малова (умер 3 апреля 1899).
В 1935 году храм по решению властей был взорван. По свидетельствам очевидцев, после неудачных попыток взорвать собор зарядами, подложенными под фундамент, храм угрожал обрушением, и его дальнейшее разрушение производилось путём расстрела здания собора из артиллерийского орудия. На месте собора вплоть до середины 1960-х годов была клумба с цветами.

## Фото

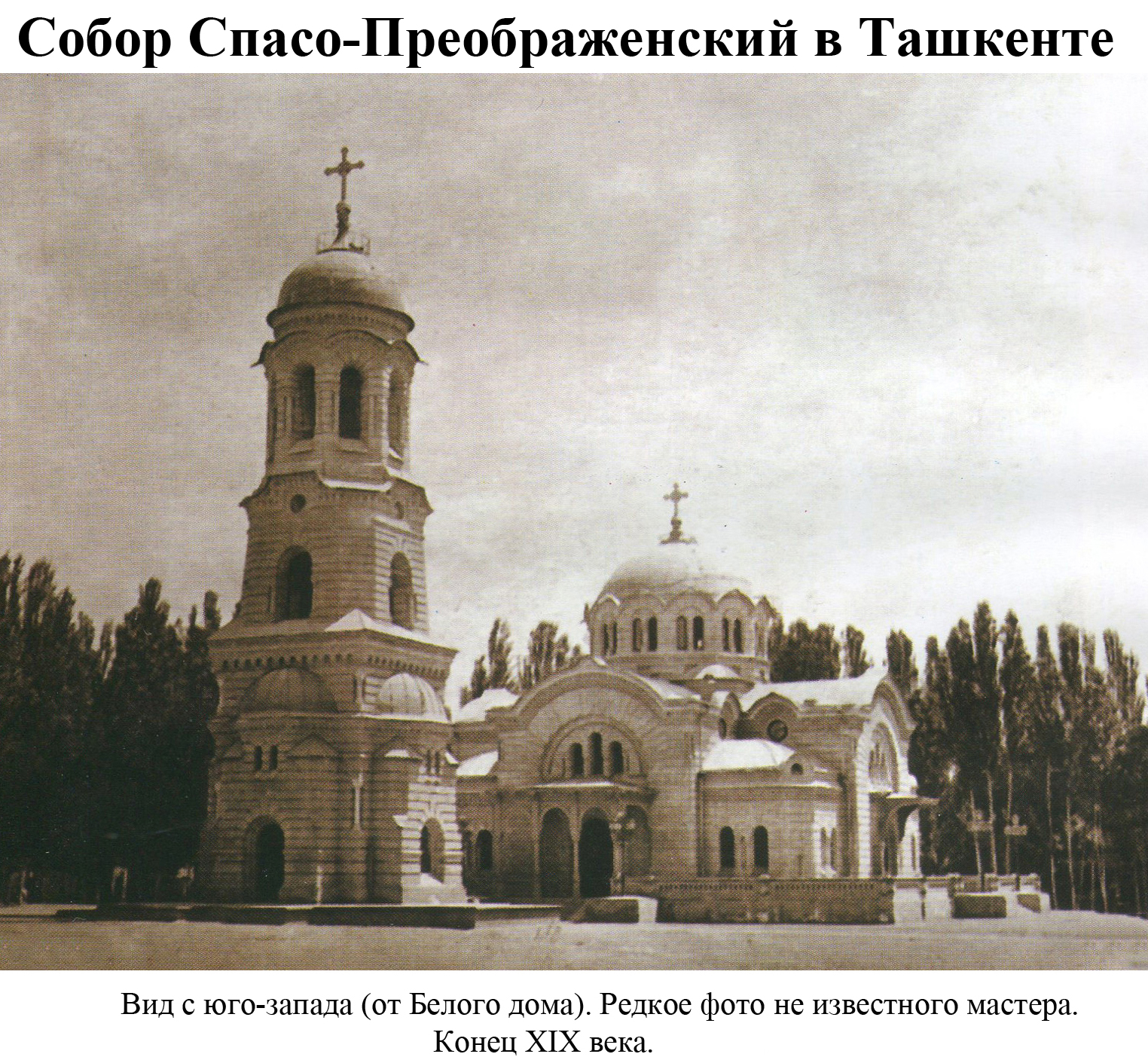
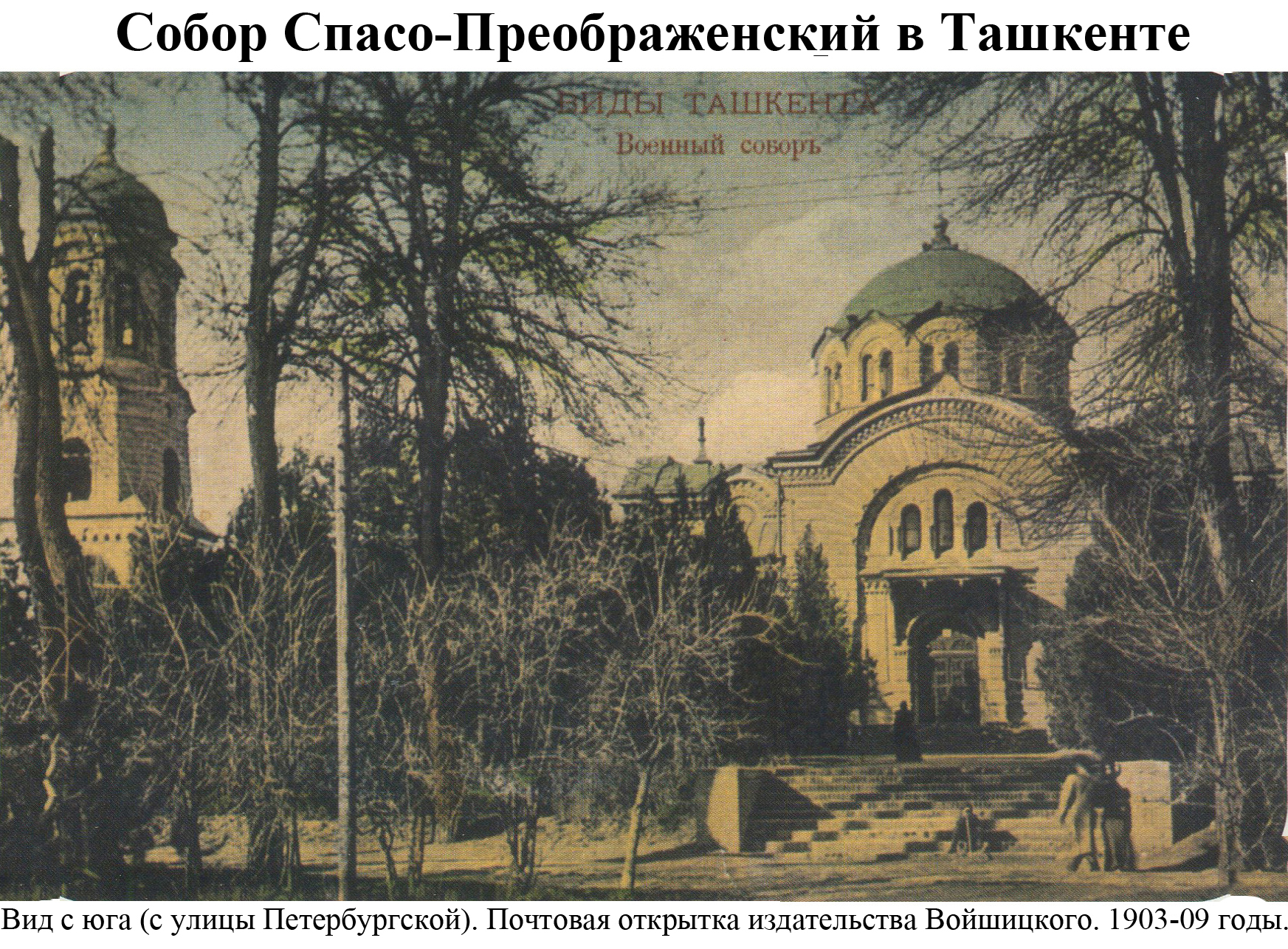
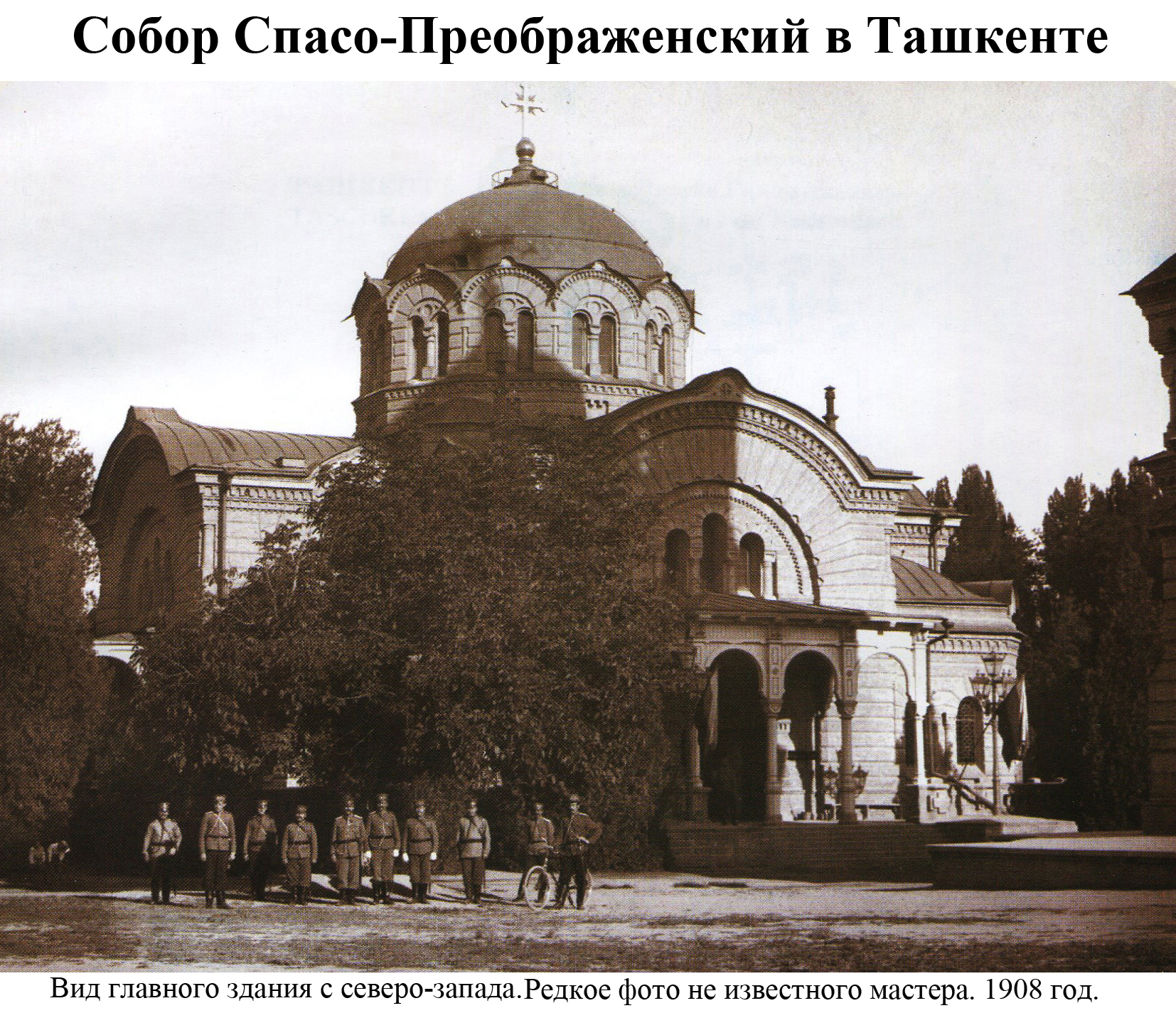
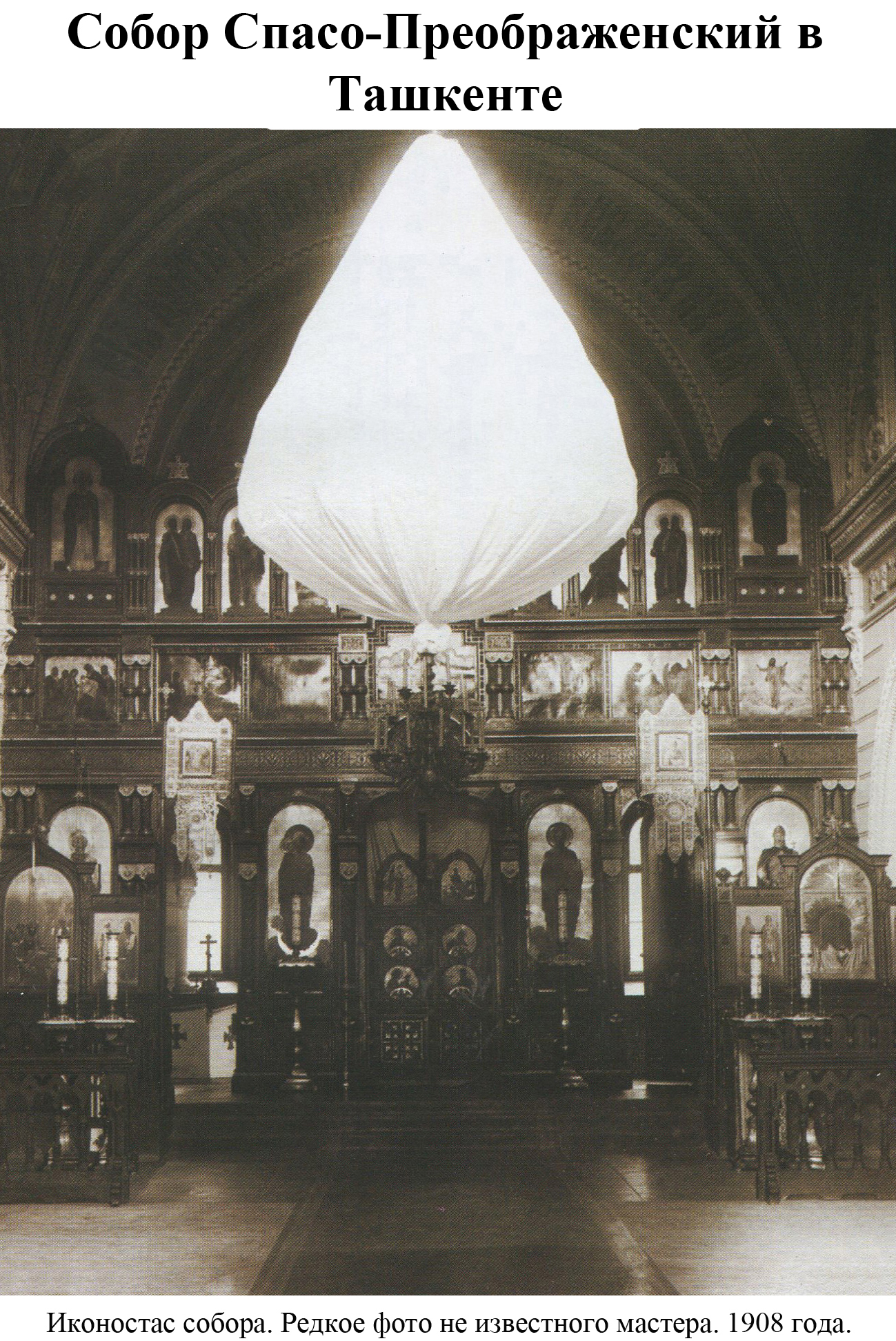
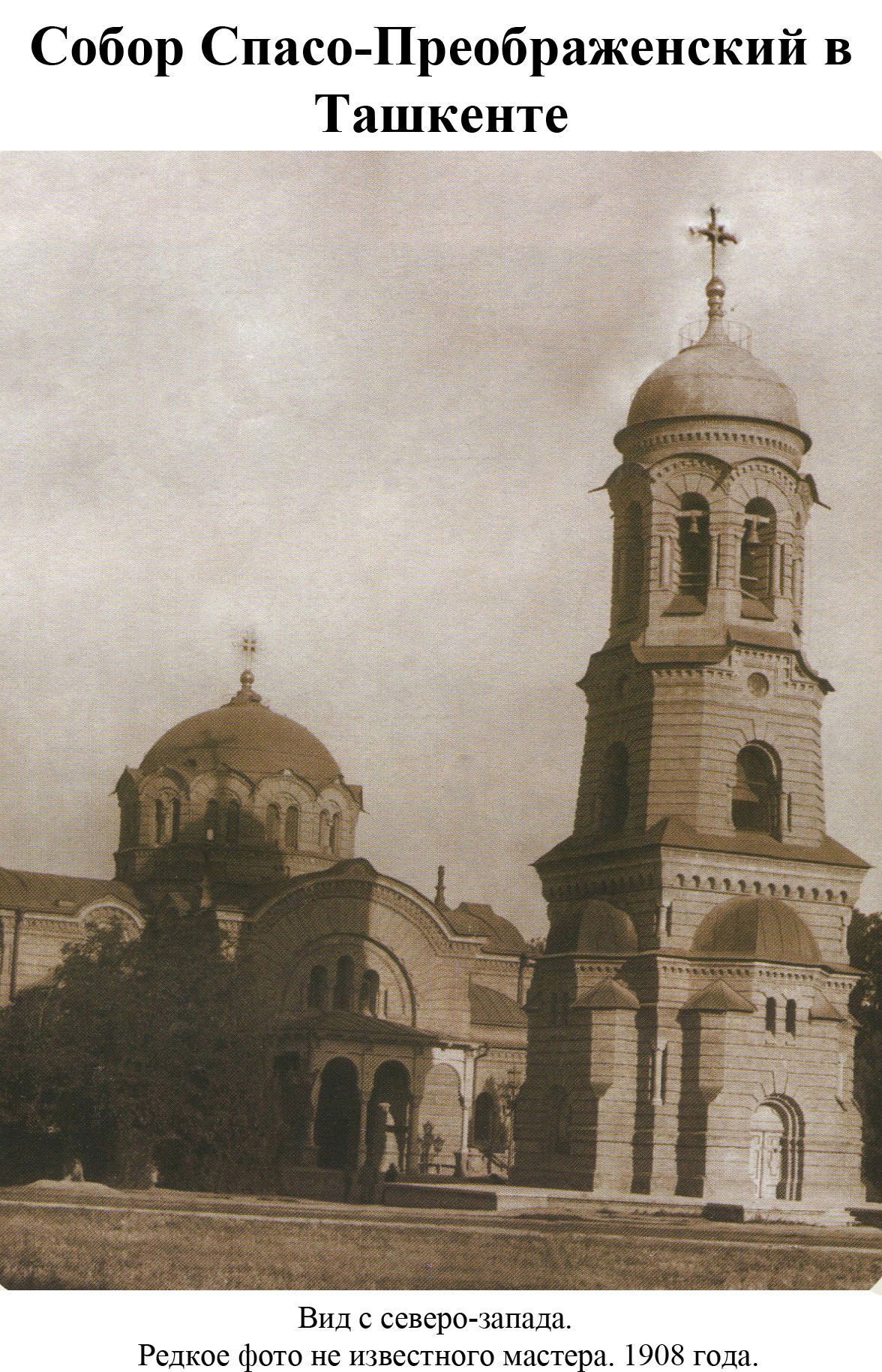
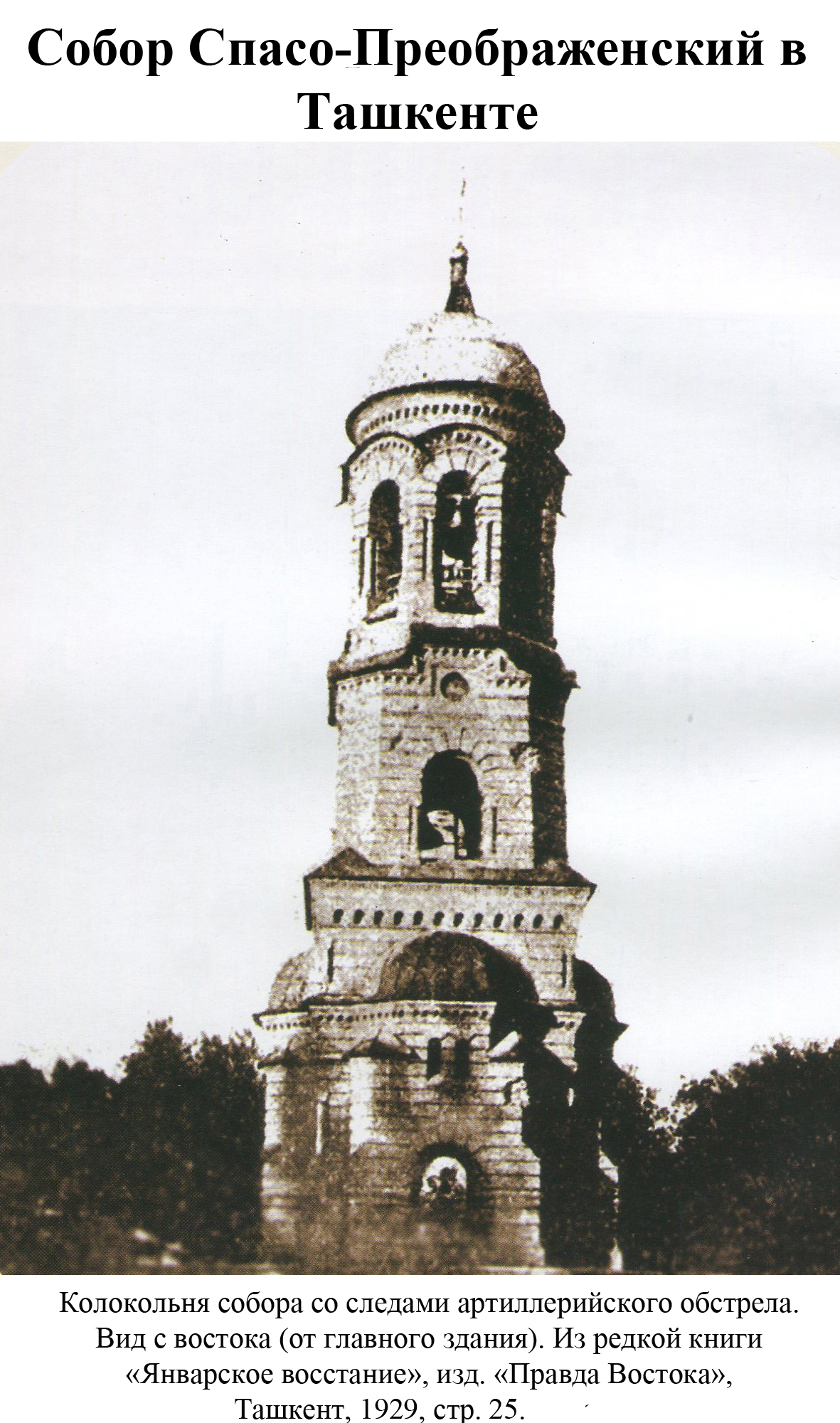